# Rozdroże pod Hutniczą Kopą

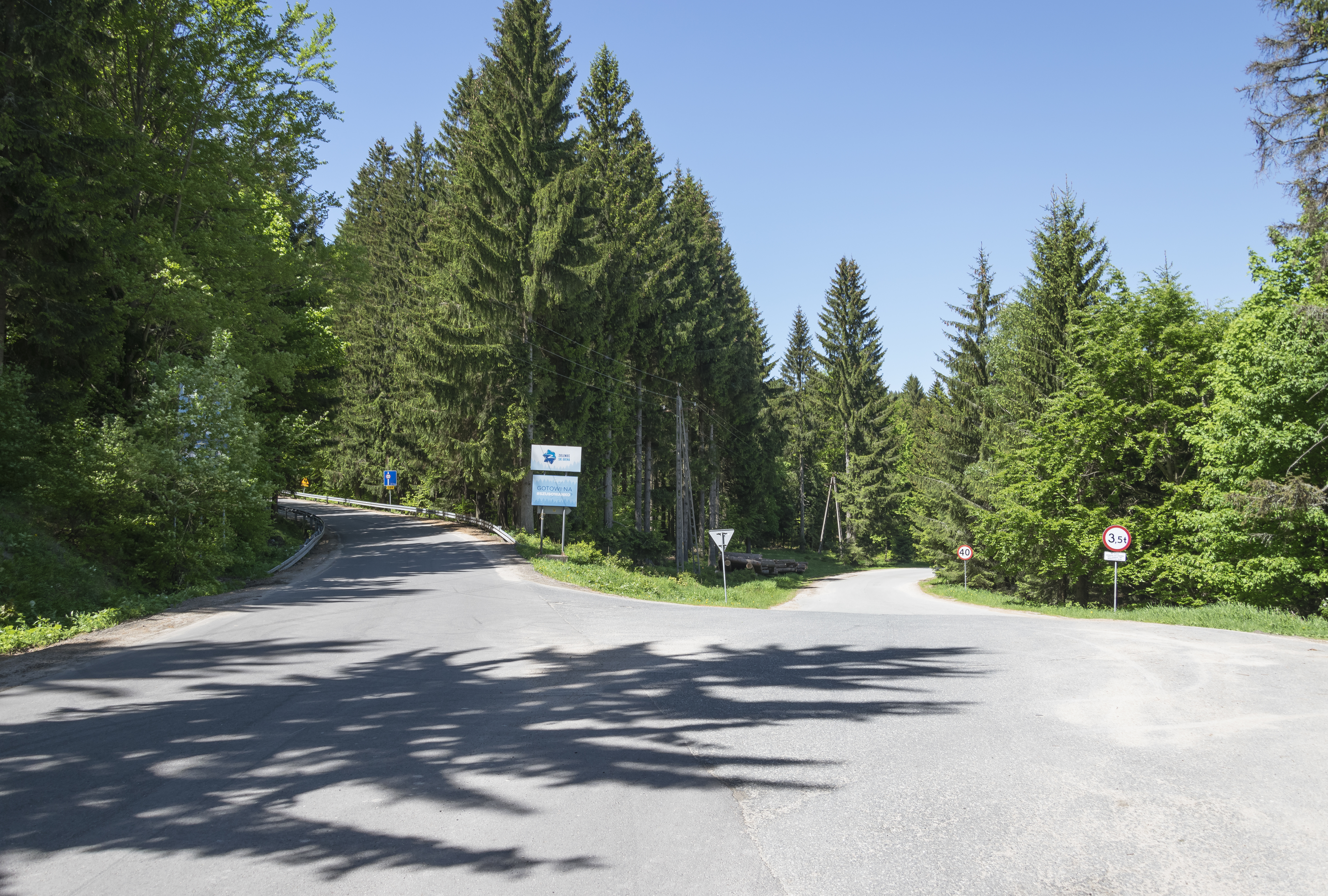
Rozdroże pod Hutniczą Kopą

Rozdroże pod Hutniczą Kopą – skrzyżowanie dróg w południowo-zachodniej Polsce w woj. dolnośląskim, powiat kłodzki, na granicy gmin Duszniki-Zdrój i Szczytna.
Rozdroże pod Hutniczą Kopą położone jest na wysokości 790 m n.p.m. na południowy wschód od miejscowości Zieleniec, między Górami Bystrzyckimi a Górami Orlickimi, na północnym zboczu Hutniczej Kopy.
Jest to jednostronne skrzyżowanie Autostrady Sudeckiej (niem. Sudetenstrasse) stanowiącej część drogi wojewódzkiej nr 389 z lokalną Drogą Dusznicką. Otoczenie obecnego skrzyżowania w przeszłości stanowiło miejsce, z którego rozchodziły się drogi i ścieżki górskie, stąd wzięła się nazwa rozdroże.

## Turystyka
Przez rozdroże przechodzi szlak turystyczny:
- czerwony – odcinek Głównego Szlaku Sudeckiego prowadzący z Dusznik do Przełęczy Spalona

Na północ od rozdroża około 1 km położone jest Torfowisko pod Zieleńcem.